# Bloemkamp
Bloemkamp (Fries: Blomkamp) is een streeknaam en voormalige buurtschap in de gemeente Súdwest-Fryslân, in de Nederlandse provincie Friesland. Bloemkamp lag ten noordoosten van Hartwerd aan de weg Oldeclooster.

## Geschiedenis
Een oudere naam voor de streek is Oldeklooster, een verwijzing naar het voormalig Klooster Bloemkamp dat hier tussen 1191 en 1582 stond.  Het klooster was destijds een van de grootste van Friesland.
Het klooster werd in de 13e eeuw aangeduid met de Latijnse naam Floridus Campus, of Floridi Campi.
In 1398 duikt in het Nederlands de naam Oude Cloester op en in 1402 werd het in het Fries geduid als Aelda claester. De duiding 'oude' had betrekking op het feit dat er een nieuw klooster was gesticht bij Scharnegoutum.

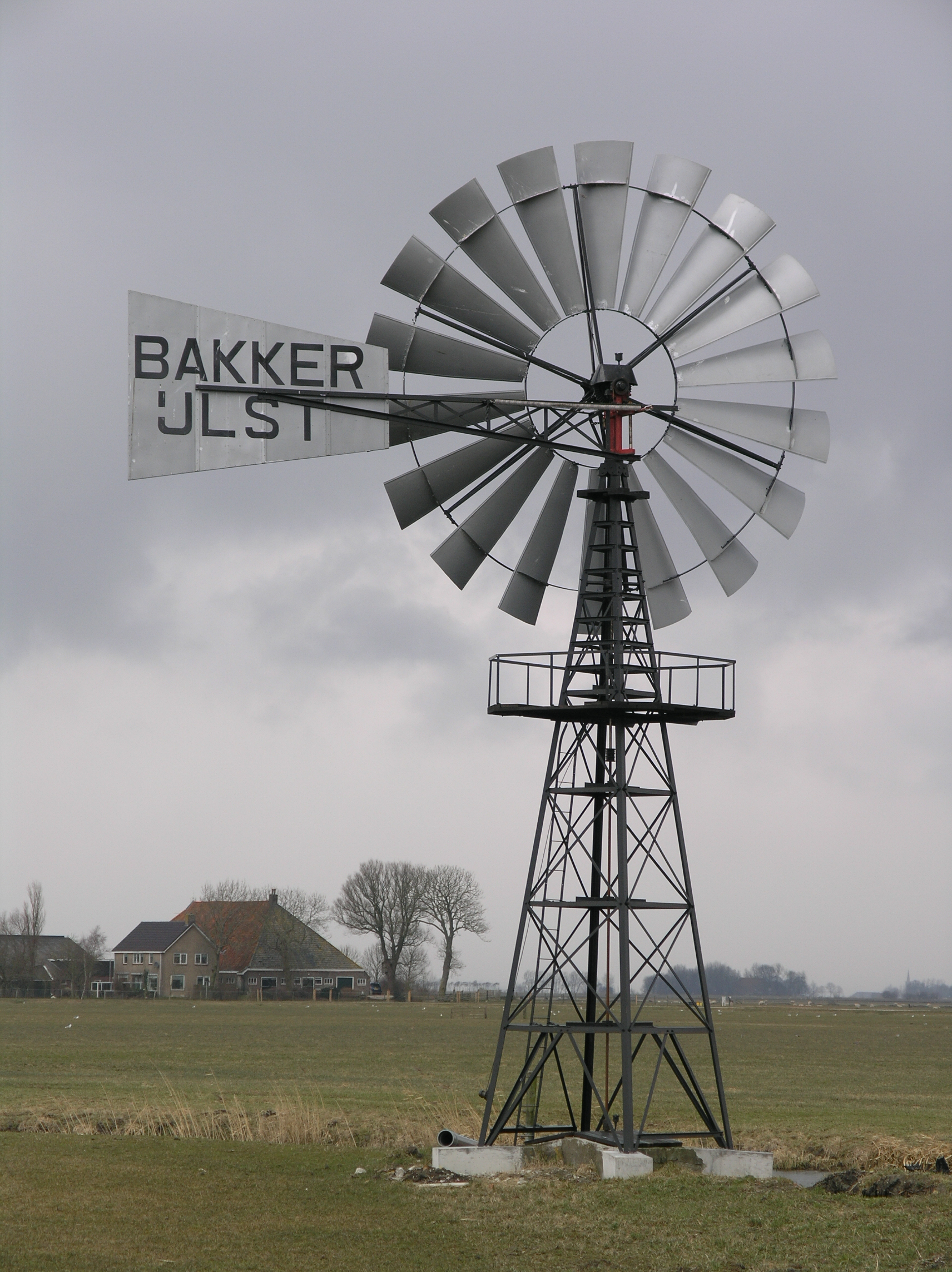
windmotor

Op de plaats van het klooster zijn later twee boerderijen gebouwd. De plaats werd in de 16e en 17e eeuw aangeduid als Oldeclooster en In de 18e eeuw als Oude Klooster. In 1854 kwam de naam Klein Bloemkamp voor.

## Molen
Ten noorden van Bloemkamp staat een Amerikaanse windmotor. De windmotor Polder Monnikehuis dateert uit 1925 en staat aan de Oude Kloostervaart. De molen is vernoemd naar het poldergebied dat het bemaalt, dat vernoemd is naar de boerderij Monnikehuis, wijzend op het oude klooster.

## Overig
Na de slag bij Warns is het lichaam van Willem IV van Holland (1307 - Stavoren, 26 september 1345) naar het klooster van Bloemkamp gebracht. Ongeveer 50 jaar later is het lichaam overgebracht naar Henegouwen.
Steden: Bolsward · Hindeloopen · IJlst · Sneek · Stavoren · Workum

Dorpen en gehuchten: Abbega · Allingawier · Arum · Blauwhuis · Bozum · Breezanddijk · Britswerd · Burgwerd · Cornwerd · Dedgum · Deersum · Edens · Exmorra · Ferwoude · Folsgare · Gaast · Gaastmeer · Gauw · Goënga · Greonterp · Hartwerd · Heeg · Hemelum · Hennaard · Hichtum · Hidaard · Hieslum · Hommerts · Idsegahuizum · IJsbrechtum · Indijk · It Heidenskip · Itens · Jutrijp · Kimswerd · Kornwerderzand · Koudum · Kubaard · Loënga · Lollum · Longerhouw · Lutkewierum · Makkum · Molkwerum · Nijhuizum · Nijland · Offingawier · Oosterend · Oosterwierum · Oosthem · Oppenhuizen · Oudega · Parrega · Piaam · Pingjum · Poppingawier · Rauwerd · Rien · Roodhuis · Sandfirden · Scharl · Scharnegoutum · Schettens · Schraard · Sijbrandaburen · Terzool · Tirns · Tjalhuizum · Tjerkwerd · Uitwellingerga · Waaxens · Warns · Westhem · Wieuwerd · Witmarsum · Wolsum · Wommels · Wons · Woudsend · Zurich

Buurtschappen: Abbegaasterketting · Anneburen · Arkum · Atzeburen · Baarderburen · Baburen · Bernsterburen · De Bieren · De Blokken · De Hel · De Grits · De Kat · De Klieuw · De Polle · De Wieren · Dijksterburen · Doniaburen · Draaisterhuizen · Driehuizen · Eemswoude · Engwerd · Engwier · Exmorrazijl · Feyteburen · Flansum · Galamadammen · Gooium · Grauwe Kat · Grote Wiske · Grotewierum · Harkezijl · Hayum · Hemert · Hidaarderzijl · Hoekens · Hornsterburen · Idzega · Idserdaburen · Indijk (Bozum) · Jet · Jonkershuizen · Jousterp · Jouswerd · Kampen · Kleine Gaastmeer · Kleine Wiske · Kleiterp · Kooihuizen · Koufurderrige  · Kromwal · Koudehuizum · Laaxum · Laad en Zaad · Lippenwoude · Lytshuizen · Makkum (Bozum) · Meilahuizen · Montsamaburen · Nijeburen · Nijeklooster · Nijezijl · Oosthem (Witmarsum) · Osingahuizen · Piekezijl · Remswerd · Rijtseterp · Scharneburen · Schrok · Sieswerd · Sjungadijk · Smallebrugge · Sotterum · Speers  · Strand · Swaanwerd · Swarte Beien · Tsjerkebuorren · Vierhuizen · Viersprong · Vijfhuis · Vissersburen  · Het Vliet· Westerlittens · Wolsumerketting · Wonneburen · Ypecolsga

 Voormalige buurtschappen: Aaksens · Angterp · De Band · Barsum · De Bird · Bittens · Bloemkamp · Bootland · Bovenburen · Doniawier · Goëngamieden · Hiddum · Houw · Knossens · De Nes · Ottenburen · Sandfirderrijp · Slijp · Spijk · De Weeren 

Friesland: Steden en dorpen      Nederland: Provincies · Gemeenten